# Кринц (Сибињ)
Кринц (рум. Crinț) насеље је у Румунији у округу Сибињ у општини Салиште. Oпштина се налази на надморској висини од 1278 m.

## Становништво
Према подацима из 2011. године у насељу је живело 1 становника.